# Kupé (hästvagn)

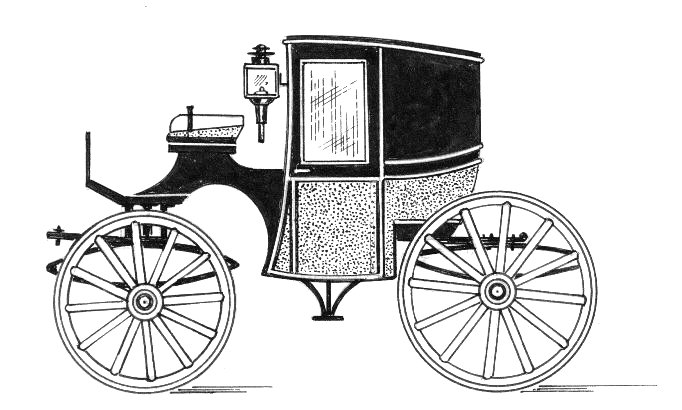
En engelsk Brougham-kupé

Kupé  är en fyrhjulig hästvagn som har en fast kur med glasfönster och bekväm plats för två personer samt med kuskbock framför kuren.
Ända till mitten av 1600-talet hade kusken sin plats på vänstra hästen och framhjulen löpte inte under vagnskorgen. Mot slutet av sin regering började Ludvig XIV begagna sig av en rikt smyckad, tvåsitsig täckvagn (carosse-coupé) med glasfönster, kuskbock, vändbart underrede och träfjädrar. Något senare infördes från Tyskland så kallade berlinare som hängde på S-fjädrar. Såväl dessa som alla andra denna tids vagnar hade den olägenheten att vagnskorgen hängde mycket högt över underredet så att de åkande endast med tillhjälp av ett högt fotsteg kunde komma upp i vagnen. Den modernare kupévagnen gjordes däremot mycket låg.

## Källor

Kupé från omkring 1811. Livrustkammaren